# Рамотар, Дональд
Дональд Рабиндранат Рамотар (англ. Donald Rabindranauth Ramotar; род. 22 октября 1950) — гайанский политик, президент Гайаны с 3 декабря 2011 по 16 мая 2015 года.

## Биография
Рамотар окончил Университет Гайаны с дипломом экономиста. В 1967 году вступил в Народную прогрессивную партию, а в 1979 году впервые был избран в Центральный комитет НППГ. С 1988 по 1993 год был международным секретарём Союза работников сельского хозяйства Гайаны. 
На выборах в 1992 году, когда НППГ под руководством Чедди Джагана впервые завоевала власть, Рамотар был избран в Национальное собрание Гайаны и постоянно переизбирался после этого. В 1993 году назначен исполнительным секретарём НППГ. После смерти Джагана в марте 1997 года, Рамотар был единогласно избран его преемником на посту генерального секретаря партии 29 марта 1997 года.
На парламентских выборах 28 ноября 2011 года НППГ получила 32 из 65 мест в Национальном собрании. В соответствии с Конституцией, президентом становится кандидат победившей партии. 3 декабря 2011 Дональд Рамотар был приведён к присяге в качестве главы государства.
11 мая 2015 года потерпел поражение на президентских выборах и 16 мая уступил своё место Дэвиду Грейнджеру.
Дональд Рамотар женат и имеет троих детей. В 2015 году развёлся с женой, женившись на 23-летней Мэрайе Судам, англо-индианке.